# Jan Jurka
Jan Jurka (* 17. Februar 1970) ist ein tschechischer Badmintonspieler.

## Karriere
Jan Jurka wurde 1988 tschechoslowakischer Juniorenmeister und 1992 Meister bei den Erwachsenen. Bei den Weltmeisterschaften der Studenten 1992 gewann er Bronze. 1997 wurde er tschechischer Meister. Bei der Badminton-Weltmeisterschaft 1995 schied er in Runde drei aus und wurde damit 33.

## Sportliche Erfolge
| Saison | Veranstaltung                                          | Disziplin    | Platz | Name                      |
| ------ | ------------------------------------------------------ | ------------ | ----- | ------------------------- |
| 1988   | Tschechoslowakische Einzelmeisterschaften der Junioren | Herrendoppel | 1     | Radek Gregor / Jan Jurka  |
| 1992   | Tschechoslowakische Einzelmeisterschaften              | Herrendoppel | 1     | Jan Jurka / Radek Gregor  |
| 1992   | Weltmeisterschaften der Studenten                      | Herrendoppel | 3     | Jan Jurka / Ondřej Lubas  |
| 1997   | Tschechische Einzelmeisterschaften                     | Mixed        | 1     | Jan Jurka / Dana Kykalová |